# Wiesenfeld (Eichsfeld)
Wiesenfeld é um município da Alemanha localizado no distrito de Eichsfeld, estado da Turíngia.  Pertence ao verwaltungsgemeinschaft de Ershausen/Geismar.

## Demografia
Evolução da população (em 31 de dezembro):
| - 1994 - 263 - 1995 - 277 - 1996 - 270 - 1997 - 268 | - 1998 - 267 - 1999 - 263 - 2000 - 260 - 2001 - 258 | - 2002 - 255 - 2003 - 256 - 2004 - 256 |

Fonte: Thüringer Landesamt für Statistik